# سیارک ۸۷۵۹
سیارک ۸۷۵۹ (به انگلیسی: 8759 Porzana، نامگذاری:7603P-L) هشت هزار و هفتصد و پنجاه و نهمین سیارک کشف شده‌است که در ۱۷ اکتبر ۱۹۶۰ کشف شد.
قدر مطلق سیارک برابر ۱۳٫۴۰ است.